# Districte de Segeberg
El  Districte de Segeberg (en alemany Kreis Segeberg, baix alemany Kreis Seebarg) és un landkreis (districte) a l'estat federal de Slesvig-Holstein (Alemanya). Té com a capital a la ciutat de Bad Segeberg.

## Geografia

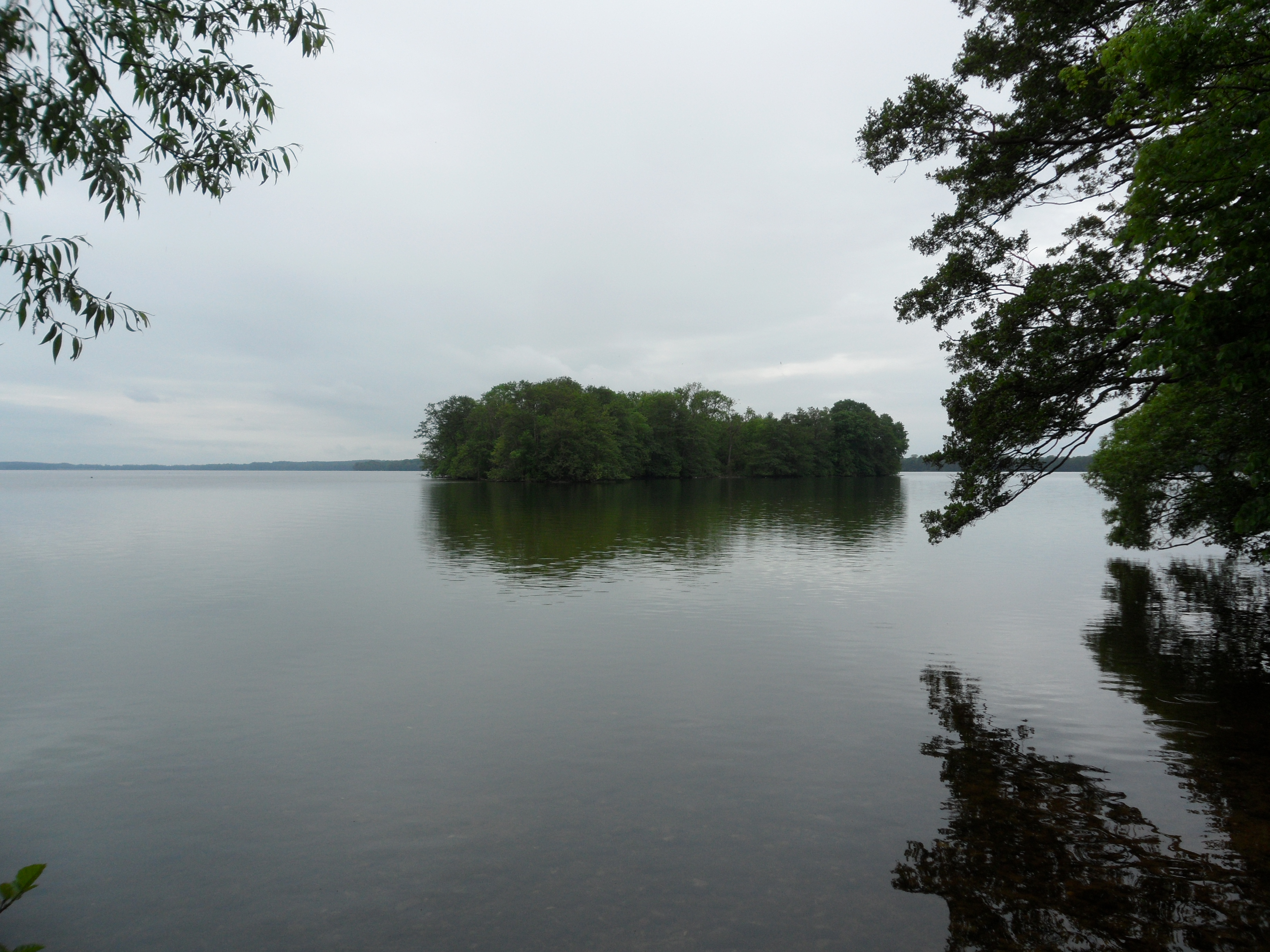
L'illa d'Olsborg al llac Großer Plöner See

Segeberg limita al nord amb els districtes de Rendsburg-Eckernförde i de Plön i la ciutat de Neumünster; a l'est amb el districte d'Ostholstein; al sud amb Stormarn i l'estat d'Hamburg i a l'oest amb els districtes de Pinneberg i Steinburg. Fa part de l'Àrea metropolitana d'Hamburg.
El districte es troba a la divisòria d'aigües de l'Elba (via els seus afluents majors Stör, Pinnau i Alster que vessen al mar del Nord i el Trave que vessa al mar Bàltic. El primer canal connectant els dos mars, el Canal Alster-Trave (1529-1550) travessava el seu territori. Altres rius són el Norderbeste, el Schwale, el Bramau i el Rönne. Tota una sèrie de llacs petits i llargs caracteritzen el paisatge: el més llarg, el Größer Plöner See forma el centre del parc natural Holsteinische Schweiz (Suïssa holsteinenca).

## Economia
És un districte força rural del qual el turisme forma una activitat important. Als sud, la proximitat de la metròpoli d'Hamburg va atreure fàbriques i indústria de serveis a l'eix Norderstedt-Henstedt-Ulzburg, estimat pels preus de l'immobiliàri més baixos i les connexions ràpides amb la metròpoli hanseàtica.

## Història
A l'edat mitjana, la senyoria a l'entorn del castell de Segeberg formava un precursor del districte dins del ducat de Holstein. El districte va crear-se després de l'annexió per Prússia el 1867. A la reforma administrativa de 1932 Gadeland, Boostedt, Großenasppe i Heidmühlen van passar del districte de Bordesholm suprimit a Segeberg. El 1970, la ciutat nova de Norderstedt, extreta dels districtes de Stormarn i de Pinneberg va ser afegit al seu territori.

## Composició del districte
| Ciutats independents i municipis                                                                             |
| --- |
| 1. Bad Bramstedt 2. Bad Segeberg 3. Ellerau 4. Henstedt-Ulzburg 5. Kaltenkirchen 6. Norderstedt 7. Wahlstedt |

Amts
| - 1. Amt Bad Bramstedt-Land Seu: Bad Bramstedt 1. Armstedt 2. Bimöhlen 3. Borstel 4. Föhrden-Barl 5. Fuhlendorf 6. Großenaspe 7. Hagen 8. Hardebek 9. Hasenkrug 10. Heidmoor 11. Hitzhusen 12. Mönkloh 13. Weddelbrook 14. Wiemersdorf 2. Amt Boostedt-Rickling 1. Boostedt (seu) 2. Daldorf 3. Groß Kummerfeld 4. Heidmühlen 5. Latendorf 6. Rickling - 3. Amt Bornhöved 1. Bornhöved 2. Damsdorf 3. Gönnebek 4. Schmalensee 5. Stocksee 6. Tarbek 7. Tensfeld 8. Trappenkamp (seu) - 4. Amt Itzstedt 1. Itzstedt (seu) 2. Kayhude 3. Nahe 4. Oering 5. Seth 6. Sülfeld 7. Tangstedt, del districte Stormarn | - 5. Amt Kaltenkirchen-Land Seu: Kaltenkirchen 1. Alveslohe 2. Hartenholm 3. Hasenmoor 4. Lentföhrden 5. Nützen 6. Schmalfeld - 6. Amt Kisdorf 1. Hüttblek 2. Kattendorf (seu) 3. Kisdorf 4. Oersdorf 5. Sievershütten 6. Struvenhütten 7. Stuvenborn 8. Wakendorf II 9. Winsen - 7. Amt Leezen 1. Bark 2. Bebensee 3. Fredesdorf 4. Groß Niendorf 5. Högersdorf 6. Kükels 7. Leezen (seu) 8. Mözen 9. Neversdorf 10. Schwissel 11. Todesfelde 12. Wittenborn 13. Buchholz (Bosc), bosc comunal sense habitants | - 8. Amt Trave-Land Seu: Bad Segeberg 1. Bahrenhof 2. Blunk 3. Bühnsdorf 4. Dreggers 5. Fahrenkrug 6. Geschendorf 7. Glasau 8. Groß Rönnau 9. Klein Gladebrügge 10. Klein Rönnau 11. Krems II 12. Negernbötel 13. Nehms 14. Neuengörs 15. Pronstorf 16. Rohlstorf 17. Schackendorf 18. Schieren 19. Seedorf 20. Stipsdorf 21. Strukdorf 22. Travenhorst 23. Traventhal 24. Wakendorf I 25. Weede 26. Wensin 27. Westerrade |